# David Bodian

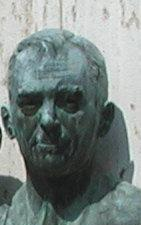
David Bodians Büste in der Polio Hall of Fame

David Bodian (* 15. Mai 1910 in St. Louis; † 18. September 1992 in Baltimore) war ein US-amerikanischer Mediziner und Wissenschaftler an der Medizinischen Fakultät der Johns-Hopkins-Universität, der in der Polioforschung arbeitete. In den frühen 1940er Jahren half er mit, die Grundlagen für die Polioimpfungen von Salk und Sabin zu schaffen.

## Biographie
David Bodian wurde in St. Louis als Sohn jüdischer Einwanderer aus der Ukraine geboren. Er wuchs in Chicago auf und besuchte die dortige staatliche Schule. 1929 nahm er das Studium an der Universität von Chicago auf und schloss 1931 das Bachelor-Examen in Zoologie ab, 1934 promovierte er in Anatomie zum Dr. phil. (Ph. D.) und erwarb schließlich 1937 den Dr. med. (M.D.). Nach einigen Monaten an der Universität von Michigan als Stipendiat des Nationalen Forschungsrats kam er 1939 an die Johns-Hopkins-Universität als Forschungsstipendiat in Anatomie. Dies war der Anfang einer langjährigen Zusammenarbeit mit Howard Howe, obwohl Bodian 1941 zunächst für einige Monate eine Assistenzprofessur in Anatomie an der Medizinischen Fakultät der Western Reserve Universität in Cleveland, Ohio übernahm.
Als die Nationalstiftung für Kinderlähmung der epidemiologischen Abteilung der Johns-Hopkins-Universität Mittel für die Förderung der Polioforschung gewährte, kehrte Bodian nach Baltimore zurück und er und Howe wurden Mitarbeiter der Abteilung für Hygiene und Public Health, um ihre Forschungsarbeit fortzusetzen. 1946 stieg Bodian vom Assistenzprofessor zum außerordentlichen Professor für Epidemiologie auf, und wurde 1957 Ordinarius und Dekan der Anatomie. Als er 1977 die Stellung eines Emeritus für Anatomie und Neurobiologie in der HNO-Abteilung annahm, leitete er ein Labor für elektronische Mikroskopie.
David Bodian heiratete 1944 Elinor Widmont, eine Illustratorin und Malerin, die Zeichnungen zu einigen seiner Veröffentlichungen beitrug. Sie hatten fünf Kinder. Bodian starb im September 1992 an den Folgen der Parkinson-Krankheit.

## Pionierarbeit in der Poliobekämpfung
Das Hopkinsteam um Howard Howe, David Bodian und seit 1946 Isabel Morgan machte einige Entdeckungen, die für die Entwicklung eines Polioimpfstoffes von entscheidender Bedeutung waren. Sie fanden heraus, dass es drei grundlegende immunologische Typen (Serotypen) des Poliovirus gibt, was erklärte, warum Zweitinfektionen vorkamen und warum künstlich herbeigeführte Immunität gegen einen Typus nicht vor Ansteckung mit einem der anderen schützte. Ihre Veröffentlichung über die „Unterscheidung von Typen des Poliovirus“ im American Journal of Hygiene 1949 wurde ein Meilenstein in der Entwicklung neuer Polioimpfungsmethoden.
Somit waren die Beiträge Bodians, Howes und Morgans die wissenschaftliche Grundlage für die spätere Entwicklung der Impfstoffe von Salk und Sabin. Bodian selbst fasste ihre Leistung wie folgt zusammen:

1) die Verdeutlichung der Pathogenese und Pathologie des Poliovirus bei Schimpansen, anderen Affen, und beim Menschen;

2) die Einführung des Schimpansen in die Polioforschung als Modell für die Erforschung der Krankheit beim Menschen;

3) der Beweis, dass Testprimaten und Menschen erfolgreich mit formalinbehandelten Viren infiziert werden können, und dass die Immunität bei Affen mit dem Vorhandensein eines Antikörperserums zusammenhängt;

4) die Entdeckung der drei immunologischen Grundtypen von Polioviren. Diese Ergebnisse waren entscheidend für die Vorbereitung der Entwicklung von Impfstoffen;

5) der Beweis für die virämische Phase der Ansteckung mit Polioviren in der Zeit vor dem Auftreten von Symptomen, und ihr Zusammenhang mit Poliovirenbefall des Zentralen Nervensystems; und

6) der Beweis, dass kleinste Dosen von Antikörperserum genügen, um nach der Verabreichung von Viren gegen den Befall des zentralen Nervensystems mit Polioviren zu schützen.

## Ehrungen und Preise
1941 erhielt Bodian den E. Mead-Johnson-Preis für Pädiatrie von der Amerikanischen Gesellschaft für Kinderheilkunde. Im Januar 1858 wurde er zusammen mit seinen Kollegen Morgan und Howe und zwölf weiteren Polioforschern in die Polio Hall of Fame in Warm Springs, Georgia aufgenommen (siehe Foto oben). Er wurde 1958 in die Nationale Akademie der Wissenschaften, 1968 in die Amerikanische Akademie der Künste und Wissenschaften und 1973 in die Amerikanische Philosophische Gesellschaft aufgenommen. Von ihr wurde er 1985 mit dem Karl-Spencer-Lashley Preis ausgezeichnet.
Bodian war Ehrenmitglied der Anatomischen Gesellschaft von Großbritannien und Irland sowie der Mexikanischen Gesellschaft für Anatomie und er war von 1971 bis 1972 Präsident der Amerikanischen Vereinigung der Anatomen.
1980 benannte die Johns-Hopkins-Universität den „Bodian Room“ nach ihm in Anerkennung seiner Verdienste um die Polioforschung. Einige Dozenten der Universität tragen heute den Titel David Bodian Professor. Bodian erhielt 1987 einen Ehrendoktortitel von der Universität und ein Jahr vor seinem Tod, 1991, ernannte ihn die Abteilung für Hygiene und Public Health zu einem der fünfundsiebzig „Helden der öffentlichen Gesundheit“.